# 龍布陵島

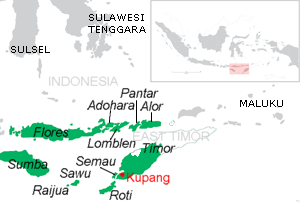
東努沙登加拉省地圖

龍布陵島，又叫伦巴塔岛，是印度尼西亞小巽他群島的小島，位於東努沙登加拉省，是索洛群島最大的島嶼，從西南至東北全長約80公里，東西相距約30公里，最高點海拔1,533米。龍布陵島西面有索洛島、阿多納拉島和弗洛勒斯島，東臨阿洛海峽，南隔薩武海有帝汶島。

## 参考文献

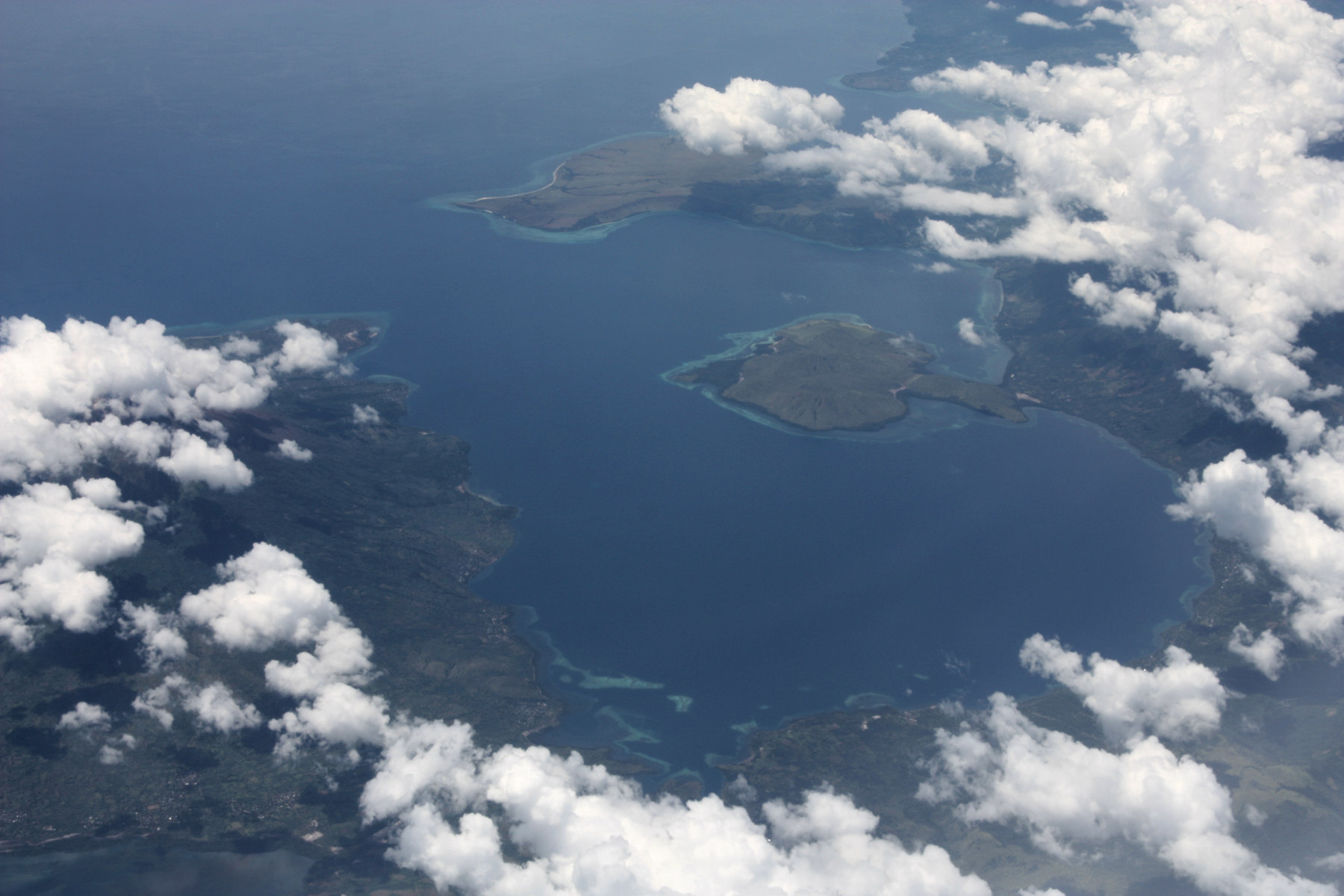
島瞰龍布陵島

## 外部連結
- http://lomblen.info%5B%5D
- http://www.findarticles.com/p/articles/mi_m1134/is_8_110/ai_79051531 （页面存档备份，存于）

8°25′59″S 123°28′01″E / 8.433°S 123.467°E